# 布鲁希
布鲁希（法語：Brouchy，法語發音：[bʁuʃi]）是法国上法蘭西大區索姆省的一个市镇，属于佩罗讷区。

## 地理
布鲁希（49°43'1"N, 3°6'2"E）面积8.07 平方千米，位于法国上法蘭西大區索姆省，该省份为法国北部沿海省份，北起加来海峡省和北部省，西接滨海塞纳省和大西洋英吉利海峡，南至瓦兹省，东临埃纳省。
与布鲁希接壤的市镇（或旧市镇、城区）包括：博蒙昂贝讷、索梅特-欧库尔、贝尔朗库尔、戈朗库尔、维勒塞尔沃、阿姆、米耶-维莱特。

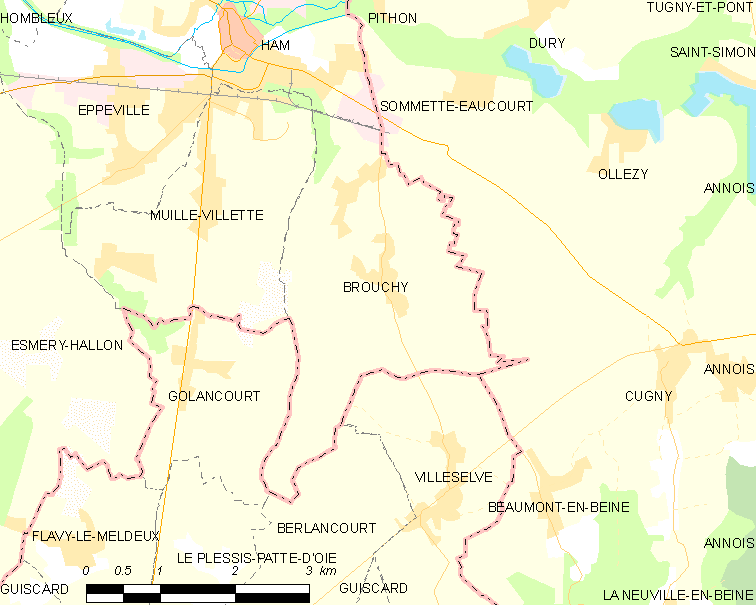
布鲁希的OSM定位图

布鲁希的时区为UTC+01:00、UTC+02:00（夏令时）。

## 行政
布鲁希的邮政编码为80400，INSEE市镇编码为80144。

## 政治
布鲁希所属的省级选区为阿姆县。

## 人口

1962-2008年间布鲁希人口变化图示

布鲁希于2022年1月1日时的人口数量为482人。